# Лугуєв Сергій Абдулхалікович
Сергій (Абуталіб) Абдулхалікович Лугуєв (28 січня 1940, Охтирка, Сумська область, Українська РСР, СРСР — 7 листопада 2012) — радянський і російський історик, етнограф, спеціаліст у галузі вивчення історії та етнографії нечисленних народів Республіки Дагестан; педагог. Доктор історичних наук (2002), професор. Член-кореспондент Російської Академії природознавства (секція історичних наук). Заслужений діяч наук Республіки Дагестан.

## Життєпис
Сергій Лугуєв народився 28 січня 1940 року в місті Охтирка Сумської області в сім'ї лакського відхідника-емігранта. Батько Абдулхалік — майстерний мідник, лудильник, зброярів, мати Ажа — домогосподарка, виховала чотирьох дітей. У дитячому віці батьки змінили хлопчику ім'я Абуталіб на російське Сергій, на честь найкращого друга батька. У 4-річному віці Сергій лишився без батька. У 1950-ті роки родина Лугуєвих повернулася до рідних місць, оселилася в місті Буйнакську.
1959 року закінчив Дагестанське педагогічне училище та був призваний до лав армії, служив у десантних військах, потім був переведений у війська зв'язку. У 1963 році вступив і успішно закінчив у 1967 році історичний факультет Дагестанського державного університету .
1982 року захистив у Ленінградському відділенні інституту етнографії АН СРСР дисертацію на здобуття наукового ступеня кандидата історичних наук на тему «Громадський побут лакців у другій половині XIX — на початку XX ст.»
У 2002 році в інституті історії, археології та етнографії ДНЦ РАН захистив дисертацію на здобуття наукового ступеня доктора історичних наук на тему «Традиційні норми культури поведінки та етикет народів Дагестану в XIX — на початку XX століття».
З 1971 року працював у інституті історії, археології та етнографії ДНЦ РАН — молодший науковий співробітник, науковий співробітник, старший науковий співробітник, провідний науковий співробітник відділу етнографії. Поєднував роботу з викладацькою діяльністю професора кафедри етнології та археології Дагестанського державного університету. У 2006 році був обраний завідувачем відділу етнографії інституту історії, археології та етнографії ДНЦ РАН. До сфери його наукових інтересів належать суспільний побут, духовна культура народів Дагестану, Кавказу, історико-етнографічне вивчення нечисленних народів республіки.
Чотири аспіранти під його науковим керівництвом захистили кандидатські дисертації. У двох претендентів був консультантом із захисту докторських дисертацій.
Опублікував понад 200 наукових статей та 11 монографій. Учасник багатьох наукових сесій, конференцій, конгресів — відомчих, республіканських, регіональних, всесоюзних, федеральних, зарубіжних. У 1985 році виступав з доповіддю в Оксфорді на тему: «Етнографічні проблеми харчування», в 1987 році виступив з доповіддю в Лондоні на міжнародній конференції етнологів та антропологів. на тему: «Система харчування: традиція та сучасність» .
Його авторські роботи, статті про малі за чисельністю народи Дагестану опубліковані в енциклопедичних виданнях: «Народи Росії», М., 1994; «Народи та релігії світу», М., 1998 р.; у томі «Народи Дагестану» серії «Народи та культури», М., 2002; в «Енциклопедії культур народів Півдня Росії», Ростов-на-Дону, 2005 Т. 1. — по 6-8 статей у кожному з цих видань. Декілька статей Сергія Лугуєва можна знайти в «Великої російської енциклопедії».
Любив та захоплювався класичною музикою, знавцем російської та української класичної літератури.
Після тривалої хвороби помер 7 листопада 2012 року на 73-му році .

## Родина
Виховав трьох синів.
- Абумуслім — історик, кандидат історичних наук;
- Марат — журналіст, у минулому власний кореспондент НТВ.

Нині SMM-фахівець. Вважається батьком дагестанського SMM у сфері просування публікацій у соціальній мережі Instagram. Автор курсу «Легко писати», основним напрямом якого є навчання мистецтву правильного та викладу думки у листі.
- Арсен — історик, ведучий, у минулому учасник команди КВК Збірна Дагестану.

### Монографії
- С.А.Лугуев, Д.М.Магомедов. Бежтинцы. — Махачкала, 1994. — 261 с.
- С.А.Лугуев. Дидойцы (цезы). — Махачкала, 2000. — 206 с.
- С.А.Лугуев, Б.М.Алимова. Годоберинцы. — Махачкала, 1997. — 173 с.
- С.А.Лугуев, Б.Б.Булатов. Духовная культура народов Дагестана. XVIII-XIX вв. — Махачкала, 2004. — 216 с.
- С.А.Лугуев. Традиционные нормы культуры поведения и этикет народов Дагестана (XIX — начало XX в.). — Махачкала, 2001. — 106 с.
- С.А.Лугуев. Культура поведения и этикет дагестанцев. XIX — начало XX века. — Махачкала, 2006. — 304 с.